# Zosima Shashkov
Die Zosima Shashkov (russisch Зосима Шашков Sossima Schaschkow) ist ein Flusskreuzfahrtschiff, das im Jahre 1986 in der DDR im VEB Elbewerften Boizenburg/Roßlau in Boizenburg gebaut wurde und zur Dmitriy Furmanov-Klasse, Projekt 302, Serie II gehört. Das Schiff wurde nach dem russischen Minister der Flussflotte der UdSSR Sossima Alexejewitsch Schaschkow benannt. Die deutsche Bezeichnung war BiFa 129М (Binnenfahrgastschiff 129 Meter) und die Baunummer 387. Das Schiff wird von Vodohod auf der Kreuzfahrt-Strecke Sankt Petersburg – Mandrogi – Kischi – Gorizy (Scheksna) – Uglitsch – Moskau eingesetzt.

## Geschichte
Das Flusskreuzfahrtschiff mit vier Passagierdecks wurde 1986  für die Reederei „Wolschskoje Retschnoje Parochodstwo“ (Wolga-Flussreederei) in Gorki gebaut. Es gehört zu einer 1983 bis 1991 hergestellten Baureihe von 27 + 1 (Vladimir Vysotskiy – nicht beendet) Schiffen der Dmitriy Furmanov-Klasse, eine Weiterentwicklung der Vladimir Ilyich-Klasse von derselben Werft. Das Schiff verfügt über einen dieselelektrischen Antrieb mit drei Hauptmotoren. 2013 wurden erstmals 15 bis 30 Kabinen des Flusskreuzfahrtschiffes für inländische Touristen freigegeben.

## Ausstattung
Alle 1-, 2- und 4-Bett-Kabinen sind ausgestattet mit Klimaanlage, Kühlschrank, Dusche und WC, 220-V-Anschluss und haben große Fenster (ausgenommen am unteren Deck).
An Bord sind Restaurant und Bar-Restaurant, zwei Bars, Veranstaltungsraum, Sonnendeck mit Liegestühlen, Musiksalon, Sauna.